# Барг Шираз
«Барг Шираз» — иранский футбольный клуб, базирующийся в Ширазе.

## История
В 1946 году группа молодых людей под руководством Ибрагима Нематоллахи, работавших на электроламповом заводе Cheragh Bargh, решили создать футбольный клуб. Завод спонсировал свою команду, что не мешало ей в течение первых нескольких лет испытывать финансовые трудности. В течение короткого периода клуб находился на содержании у городского совета, но уже через пару лет нынешний спонсор команды, Ширазская электротехническая компания взяла на себя расходы команды.
«Барг Шираз» считается старейшим иранским футбольным клубом, относимым ФИФА к «активным клубам» и одним из старейших футбольных клубов Азии. Тегеранский «Эстегляль» был основан несколько месяцев ранее, но его футбольная секция появилась на четыре года позже, чем футбольный клуб «Барг Шираз».
Кроме того, «Барг Шираз» получил в Иране репутацию клуба менее всех замешанного в какой-либо коррупции, договорных матчах и прочих подобных скандалах. Более того, клуб несколько раз становился жертвой этих неизменных проблем иранского футбола. По итогам сезона 2000/01 команда была должна вылететь из Азадеган-лиги, но Федерация футбола Ирана приняла беспрецедентное решение оставить команду в лиге из-за потери значительного количества очков клубом в сомнительных матчах. В 2004 году в гостевом матче против «Сепахана» «Барг Шираз» столкнулся с тем, что судьи в течение получаса закрывали глаза на очевидные случаи офсайда у хозяев. Этот случай широко обсуждался на местном телевидении. В 2010 году «Барг Шираз» уступил второе место в своей группе, дававшее право на плей-офф за место в Про-лиге, команде «Дамаш Гилан» из-за худшей разницы забитых и пропущенных мячей. Их матчи в последнем туре должны были начаться одновременно, но игра «Дамаш Гилана» стартовала с опозданием на 15 минут. Футболисты «Дамаш Гилана», которые уже вполне могли знать результат своих соперников в Эраке, забить победный мяч на последней минуте своего матча, который и вывел эту команду на заветное второе место. В том же году 22 игрока «Дамаш Гилана» были уличены в применении допинга, но это не привело к какому-либо наказанию для клуба.

## История выступлений
| Сезон   | Дивизион      | Место | Кубок      |
| ------- | ------------- | ----- | ---------- |
| 1990/91 |               |       | 1/8        |
| 1991/92 | 2 див.        | 2-е   |            |
| 1992/93 | Лига Азадеган | 6-е   |            |
| 1993/94 | Лига Азадеган | 12-е  | 1/8        |
| 1994/95 | Лига Азадеган | 3-е   | 1/16       |
| 1995/96 | Лига Азадеган | 6-е   | Финалист   |
| 1996/97 | Лига Азадеган | 8-е   | Победитель |
| 1997/98 | Лига Азадеган | 15-е  | -          |
| 1998/99 | 2 див.        | 7-е   | 1/16       |
| 1999/00 | 2 див.        | 1-е   | 1/16       |
| 2000/01 | Лига Азадеган | 11-е  | 1/8        |
| 2001/02 | Про-Лига      | 8-е   | 1/8        |
| 2002/03 | Про-Лига      | 10-е  |            |
| 2003/04 | Про-Лига      | 12-е  | 1/8        |
| 2004/05 | Про-Лига      | 12-е  |            |
| 2005/06 | Про-Лига      | 14-е  | 1/16       |
| 2006/07 | Про-Лига      | 12-е  | 1/8        |
| 2007/08 | Про-Лига      | 7-е   | 1/2        |
| 2008/09 | Про-Лига      | 18-е  | 1/8        |
| 2009/10 | Лига Азадеган | 3-е   | 1/8        |
| 2010/11 | Лига Азадеган | 9-е   | 2-й раунд  |
| 2011/12 | Лига Азадеган | 14-е  | 2-й раунд  |
| 2012/13 | Лига Азадеган |       | 1/16       |